# Legalni Bukmacherzy
Legalni Bukmacherzy – polski portal internetowy poświęcony legalnym zakładom bukmacherskim. Serwis specjalizuje się w recenzjach i rankingach legalnych w Polsce firm bukmacherskich posiadających zezwolenia Ministerstwa Finansów.

## Historia i działalność
Portal jest prowadzony przez spółkę iGamingNuts sp. z o.o. (dawniej Mahalo Media), zajmującą się projektami związanymi z działalnością legalnych w Polsce firm bukmacherskich. W 2020 roku dyrektorem marketingu i PR w agencji Mahalo Media został Mariusz Rzeczkowski, wcześniej pełniący funkcję dyrektora marketingu w Totolotku.
Głównym obszarem działalności portalu jest publikacja informacji dotyczących legalnych zakładów bukmacherskich w Polsce, w tym:
- Recenzje i porównania firm bukmacherskich
- Rankingi bukmacherów
- Porady i typy bukmacherskie
- Aktualności ze świata zakładów sportowych
- Analizy prawne dotyczące rynku zakładów wzajemnych

Portal prowadzi również działalność edukacyjną w zakresie odpowiedzialnego korzystania z zakładów sportowych i zagrożeń związanych z korzystaniem z nielegalnych serwisów bukmacherskich.
Serwis tworzony jest przez zespół ekspertów z doświadczeniem w branży bukmacherskiej, sportowej oraz dziennikarskiej. Według Anny Bielińskiej, ekspertki branży bukmacherskiej związanej z portalem, proces tworzenia treści obejmuje analizę produktów bukmacherskich, testowanie aplikacji na różnych urządzeniach oraz sprawdzanie ofert zakładów, bonusów i kursów.

## Nagrody Bukmacherskie
Od 2018 roku portal organizuje coroczną galę Nagród Bukmacherskich, wydarzenie to jest uznawane za prestiżowe w branży. Podczas ceremonii wręczane są statuetki dla najlepszych operatorów zakładów wzajemnych w Polsce w kilkunastu kategoriach.
Siódma edycja Nagród Bukmacherskich odbyła się 28 stycznia 2024 roku w warszawskim hotelu Radisson Collection. Galę poprowadził Jerzy Mielewski, dziennikarz sportowy. Bukmacherem Roku 2024 został Superbet, który otrzymał również nagrody za Najlepszą Aplikację oraz Najlepszą Ofertę na Piłkę Nożną.

## Kampanie społeczne

### Akcja #TylkoNaLegalu
W 2020 roku portal zorganizował akcję społeczno-stypendialną pod hasłem „#TylkoNaLegalu”, której celem było podniesienie świadomości na temat zagrożeń związanych z korzystaniem z nielegalnych serwisów bukmacherskich. Akcja skierowana była do studentów i maturzystów, którzy mieli za zadanie opublikować w mediach społecznościowych materiał promujący odpowiedzialne korzystanie z zakładów sportowych wyłącznie u legalnych operatorów.
Główną nagrodą w konkursie było stypendium naukowe o wartości do 5 tysięcy złotych. Akcję wsparło 16 uczelni państwowych i niepublicznych z całego kraju. Wśród zwycięzców znaleźli się studenci Uniwersytetu Mikołaja Kopernika w Toruniu, Uniwersytetu Łódzkiego, Warszawskiego Uniwersytetu Medycznego oraz Akademii Sztuk Pięknych w Warszawie. Łączna wartość wszystkich nagród wyniosła 7000 złotych.

## Partnerzy medialni
Partnerami medialnymi Nagród Bukmacherskich organizowanych przez portal byli m.in.:
- Przegląd Sportowy
- Wprost
- Do Rzeczy
- Interplay